# Probolaea
Probolaea là một chi bướm đêm thuộc họ Geometridae.